# Oblique Seville
Oblique Seville (* 16. März 2001 im Saint Thomas Parish) ist ein jamaikanischer Leichtathlet, der in den Sprintdisziplinen an den Start geht.

## Sportliche Laufbahn
Oblique Seville besuchte die Calabar High School in Jamaikas Hauptstadt Kingston und trainiert beim Racers Track Club unter der Aufsicht von Glen Mills, der unter anderem auch Usain Bolt langjährig trainierte.
Er bestritt 2016 seine ersten Wettkämpfe im Sprint gegen die nationale Konkurrenz. 2018 steigerte er sich auf eine Zeit von 10,57 s über 100 Meter. 2019 sammelte er erste internationale Wettkampferfahrung, nachdem er im April bei den CARIFTA-Games auf den Cayman Island an den Start ging. Er reiste mit einer 100-Meter-Bestzeit von 10,13 s an und konnte in 10,24 s die Goldmedaille gewinnen, was ihm anschließend auch mit der 4-mal-100-Meter-Staffel gelang. Ende Juni bestätigte er seine Bestzeit und wurde Jamaikanischer U20-Meister im 100-Meter-Lauf. Einen Monat später trat er in Costa Rica bei den U20-Meisterschaften Panamerikas an und konnte über 100 Meter und mit der Staffel jeweils die Silbermedaille gewinnen. Nachdem er 2020, wie viele andere Athleten auch, aufgrund der COVID-19-Pandemie nur sehr wenige Wettkämpfe bestreiten konnte, konnte er 2021 gleich mehrfach seine Bestzeit verbessern, zunächst auf 10,10 s und schließlich auf 10,04 s. Mit dieser Bestzeit gewann er Ende Juni die Bronzemedaille bei den Jamaikanischen Meisterschaften und sicherte sich damit einen der Quotenplätze im Jamaikanischen Sprinterkontingent für die Olympischen Sommerspiele in Tokio und damit seine erstmalige Teilnahme an einem globalen Sportereignis. Ende Juli trat er in Tokio im Vorlauf der 100 Meter an und erreichte mit der Bestätigung seiner Bestzeit das Halbfinale. Darin scheiterte er als Vierter seines Laufes am Einzug in das Finale. Wenige Tage später bestritt er den Vorlauf mit der Sprintstaffel und erreichte mit seinen Mitstreitern das Finale, das die Jamaikaner, etwas überraschend, nur als Fünfte beendeten.
2022 lief Seville im Mai in der jamaikanischen Hauptstadt die 100 Meter in 9,86 s, wobei er erstmals unter der 10-Sekunden-Marke blieb. Damit stellte er die zu jenem Zeitpunkt zweitschnellste Zeit des Jahres auf. Einen Monat später gewann er über die gleiche Distanz seinen ersten nationalen Meistertitel im Erwachsenenbereich. Im Juli feierte er in den USA seine WM-Premiere. Als jeweiliger Sieger seine Vor- und seines Halbfinallaufes erreichte er das Finale. Darin lief er 9,97 s und belegte hinter einem US-Trio den vierten Platz. Eine Woche später zog die jamaikanische 4-mal-100-Meter-Staffel in das Finale ein. Zuvor geschont, trat Seville darin mit seinen Teamkollegen an, wobei man als Viertplatzierte knapp die Medaillenränge verpasste. 2023 gewann Seville die Bronzemedaille im 100-Meter-Lauf bei den nationalen Meisterschaften. Im August trat er in Budapest wieder bei den Weltmeisterschaften an. Dort lief er als Vorlaufschnellster in 9,86 s gleich seiner Bestzeit und schaffte anschließend auch den Einzug in das Finale. Darin lief er 9,88 s, wobei ihm als Viertplatzierter nur Tausendstelsekunden zu Bronze und Silber fehlten. Ein paar Tage später konnte er mit der jamaikanischen Sprintstaffel in Bronze seine erste WM-Medaille gewinnen.
2024 stellte Seville Anfang Juni in 9,82 s eine neue 100-Meter-Bestzeit auf. Die Zeit konnte er im August bei den Olympischen Sommerspielen in Paris unterbieten, als er mit einer 9,81 s im Halbfinale den Sprung ins Finale schaffte. In einem extrem engen Finalrennen blieb ihm in 9,91 s nur der achte und damit letzte Platz.

## Wichtige Wettbewerbe
| Jahr                | Veranstaltung                 | Ort                 | Platz               | Disziplin           | Zeit                |
| Startet für Jamaika | Startet für Jamaika           | Startet für Jamaika | Startet für Jamaika | Startet für Jamaika | Startet für Jamaika |
| ------------------- | ----------------------------- | ------------------- | ------------------- | ------------------- | ------------------- |
| 2019                | U20-Panamerikameisterschaften | San José            | 2.                  | 100 m               | 10,21 s             |
| 2019                | U20-Panamerikameisterschaften | San José            | 2.                  | 4 × 100 m           | 39,20 s             |
| 2021                | Olympische Sommerspiele       | Tokio               | 12.                 | 100 m               | 10,09 s             |
| 2021                | Olympische Sommerspiele       | Tokio               | 5.                  | 4 × 100 m           | 37,84 s             |
| 2022                | Weltmeisterschaften           | Eugene              | 4.                  | 100 m               | 9,97 s              |
| 2022                | Weltmeisterschaften           | Eugene              | 4.                  | 4 × 100 m           | 38,06 s             |
| 2023                | Weltmeisterschaften           | Budapest            | 4.                  | 100 m               | 9,88 s              |
| 2023                | Weltmeisterschaften           | Budapest            | 3.                  | 4 × 100 m           | 37,76 s             |
| 2024                | Olympische Sommerspiele       | Paris               | 8.                  | 100 m               | 9,91 s              |

## Persönliche Bestleistungen
Freiluft
- 100 m: 9,81 s, 4. August 2024, Paris
- 200 m: 20,17 s, 16. März 2024, Kingston